# 찰스 R. 드루

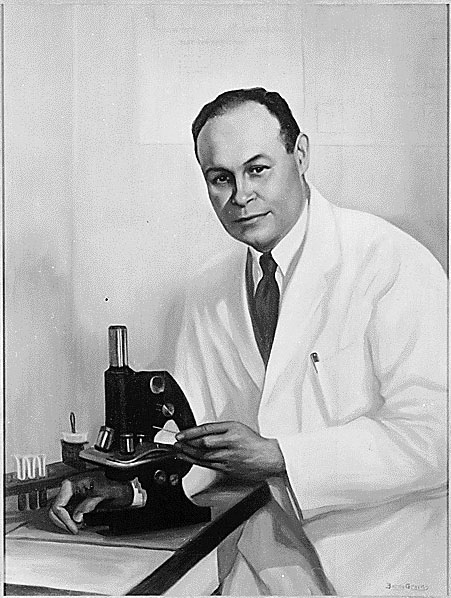

찰스 R. 드루(영어: Charles Richard Drew , 1904년 6월 3일 - 1950년 4월 1일)는 미국의 의학 연구자로, 혈액을 저장하는 기술을 발전시켰으며, 제2차 세계대전 시기에 대규모의 혈액은행을 만들었다. 이 덕분에 연합군은 수천명의 목숨을 구할 수 있었다. 흑인으로서 그는 1950년대 당시 미국에 만연하던 흑백분리 정책에 반대했고, 인종차별에 반대해 적십자사를 그만뒀다.